# Bellenot-sous-Pouilly
Bellenot-sous-Pouilly település Franciaországban, Côte-d’Or megyében. Lakosainak száma 230 fő (2022. január 1.). Bellenot-sous-Pouilly Martrois, Pouilly-en-Auxois, Thoisy-le-Désert, Chailly-sur-Armançon, Civry-en-Montagne és Éguilly községekkel határos.

## Népesség
A település népességének változása:
| Lakosok száma | 233  | 183  | 188  | 210  | 246  | 238  | 224  | 220  | 215  | 230  |
|               | 1968 | 1982 | 1990 | 2006 | 2013 | 2015 | 2017 | 2019 | 2020 | 2022 |